# Pragelato Plan
Het Pragelato Plan is een skicomplex in Pragelato en diende als accommodatie voor het langlaufen en de noordse combinatie tijdens de Olympische Winterspelen 2006.
Het plaatsje Pragelato ligt in het dal Val Chisone op 1518 meter. Het ligt voor het overgrote deel aan de linkerkant van de rivier de Chisone aan de voet van de Monte Albergian.
De accommodatie ligt op 1524 meter hoogte, zo'n 80 kilometer van Turijn. De baan ligt tussen de plaatsjes Pattemouche en Granges een paar kilometers van Sestriere. De baan bestaat uit een ring van 10 kilometer met verschillende afwijkingen. De accommodatie voor het schansspringen van de noordse combinatie bevindt zich eveneens in Pragelato, namelijk in het Pradzalá. Pragelato Plan biedt plaats aan 20.000 toeschouwers.